# Dance Dance Revolution
Dance Dance Revolution (ダンスダンスレボリューション?, Dansu Dansu Reboryūshon), abbreviato anche con il nome di DDR, è un videogioco musicale di genere exergaming prodotto da Konami, introdotto in Giappone nel 1998, mentre in America e in Europa nel 1999.
Lo scopo del gioco è quello di premere con i piedi i relativi quattro pulsanti a forma di freccia presenti nella pedana (su, giù, destra e sinistra) a tempo di musica. Schiacciandoli si ottengono dei punti e alla fine della musica è presente il punteggio totale.
La serie conta decine di altre versioni, sia come cabinati da sala giochi, altre solo per le piattaforme casalinghe.

## Modalità di gioco
La modalità di gioco di tutti i giochi della serie è all'incirca la stessa: una serie di frecce sullo schermo, dal basso verso l'alto, attraverso una serie di quattro frecce trasparenti nella parte superiore dello schermo. Quando una delle frecce scorrevoli passa attraverso una delle frecce trasparenti, il giocatore deve premere con il piede (alcune volte anche con le mani) la freccia corrispondente. In seguito alla precisione del giocatore, ogni freccia riceve delle valutazioni che vanno da "meraviglioso" (precisione perfetta), a "perfetto", "grande", "buono", "ok", "cattivo" o "miss" (se non si preme la freccia), anche se a nomenclatura delle valutazioni varia a seconda della versione del gioco. Nella parte superiore dello schermo c'è una sorta di "barra della salute", che si riempie quando il giocatore riesce a seguire le frecce e si svuota quando non ci riesce. Se è completamente vuota, il gioco finisce; in caso contrario, il giocatore riceve una nota per la sua performance e può continuare con altre musiche (di solito c'è un limite di canzoni, 3-5).

### Difficoltà
A seconda delle versioni del gioco, i passi di danza vengono suddivisi in vari livelli di difficoltà, spesso in base ai colori. Sono liberamente suddivise in 3-5 categorie a seconda della linea temporale:
| Anno      | Edizione                                              | Difficoltà                   | Difficoltà              | Difficoltà | Difficoltà        | Difficoltà    |
| --------- | ----------------------------------------------------- | ---------------------------- | ----------------------- | ---------- | ----------------- | ------------- |
| 1998-1999 | 1st al 2ndMIX, & 3rdMIX PLUS                          | Easy                         | Basic                   | Another    | Maniac            | N/A           |
| 1999      | solo 3rdMIX                                           | Soft                         | Basic                   | Another    | SSR               | N/A           |
| 2000-2001 | 4thMIX, 4thMIX PLUS, & 5thMIX                         | N/A                          | Basic                   | Trick      | Maniac-S/Maniac-D | Maniac        |
| 2001      | MAX                                                   | N/A                          | Light                   | Standard   | Heavy             | N/A           |
| 2002      | MAX2                                                  | N/A                          | Light                   | Standard   | Heavy             | Oni           |
| 2002      | EXTREME                                               | Beginner                     | Light                   | Standard   | Heavy             | Oni/Challenge |
| 2006–oggi | SuperNOVA onwards (Modalità Pro in X2 e X3 VS 2ndMIX) | Beginner                     | Basic                   | Difficult  | Expert            | Challenge     |
| 2010-2011 | X2 e X3 VS 2ndMIX (Happy mode)                        | カンタン (Kantan / Beginner) | ふつう (Futsuu / Basic) | N/A        | N/A               | N/A           |

DDR 1st Mix ha introdotto le tre difficoltà principali (Basic, Another e Maniac) e ha iniziato a utilizzare il foot rating, con una scala da 1 a 8. Inoltre, ogni grado di difficoltà viene anche etichettato con un titolo. In DDR 2nd Mix Club Version 2 venne aumentata la scala a 9. In DDR 3rd Mix venne anche rinominata la difficoltà Maniac in "SSR", rendendola inoltre disponibile solamente tramite una modalità speciale (Modalità SSR), a cui si può accedere esclusivamente tramite il codice di ingresso.
Oltre alle tre difficoltà standard, i primi tre titoli della serie e le loro derivazioni presentano anche la modalità "Easy" ("Soft" in 3rd Mix), che ha fornito classifiche per le canzoni, con una songlist ridotta in alcune versioni; in questa modalità non si può accedere ad altre difficoltà, con un meccanismo simile alla modalità SSR. In DDR 4th Mix vennero rimossi i nomi delle canzoni, organizzando l'elenco per difficoltà. In DDR 4th Mix Plus la modalità Maniac venne rinominata in Maniac-S (per modalità singola) e Maniac-D (per modalità doppia), mentre vennero aggiunti stepcharts (passi da seguire sullo schermo) nuovi e più difficili, utilizzati come anche in DDR 5th Mix.
A partire da DDR MAX è stata introdotta una "Saldatura Radar", che mostra la difficoltà di una particolare sequenza in diverse categorie, come la densità massima dei passi. In DDR MAX2 (e nelle versioni successive) sono stati reintrodotti i foot rating e riprese le stepcharts Mix Plus Maniac. In questa nuova versione è stata anche aumentato la scala di difficoltà a 10 (con il brano "MAX 300", provienente da DDR MAX) e aggiunta l'Oni/Challenge, una difficoltà in cui si può accedere solo in Oni/Modalità Impegnativa. In DDR Extreme fu implementata una difficoltà per principianti e la Oni/Challenge divenne liberamente accessibile.
Il gioco aggiunge anche il famigerato flashing 10 per le canzoni considerate troppo dure per essere valutate normalmente: il sistema fu applicato solo in alcune canzoni.
Anche se in DDR SuperNova sono ancora presenti i feedback dei piedi, fu rimosso il lampeggiante che esisteva su determinate canzoni per motivi tuttora ignoti. Più tardi, in DDR SuperNOVA2 venne rimosso il foot rating, venendo sostituito con delle barre: tuttavia, tutti i brani dai giochi precedenti rimangono identici, con pochissime modifiche e con alcune difficoltà.

### Extra Stage
L'Extra Stage, originariamente introdotto nel 1st Mix e reintrodotto in DDR MAX (apparendo anche nelle versioni arcade successive), premia un giocatore con un grado "AA" o superiore alle difficoltà Expert o Challenge della fase finale. Al giocatore è offerta la possibilità di giocare una canzone in più a scelta libera, che è spesso molto difficile con modifiche preimpostate (come la velocità 1,5x e Reverse) e una barra della vita identica alla barra batteria della modalità Challenge, con 1-4 vite a seconda del loro punteggio nella fase finale. A partire da SuperNova2, i giocatori possono essere in grado di accedere al menu di modifica e le modifiche forzate (salvo per la barra della batteria) non sono più utilizzate. Tuttavia, in DDR X2 non è stato permesso ai giocatori di selezionare i modificatori per l'Encore Extra Song. Nella fase supplementare qualsiasi canzone in più può essere giocata sul palco, anche se vi è ancora un pezzo che viene designato come Stage Extra (che di solito è contrassegnato con lettere rosse sulla ruota, e deve essere sbloccato per il gioco regolare).
Un giocatore che raggiunge un grado "AA" (o "A" in SuperNova) sull'Extra Stage deve svolgere un livello aggiuntivo, "One More Extra Stage" (OMES o Encore Extra), con un'altra opzione speciale: il brano viene riprodotto in una modalità estremamente difficile, in cui un passo mancato causerà un fallimento immediato. Dopo SuperNova nei brani vennero introdotte tappe extra, spesso sulla base di condizioni specifiche, come la riproduzione di alcune canzoni particolari. In Dance Dance Revolution X, le canzoni di questa modalità vengono sbloccate per il gioco normale.

## Struttura
Una macchina standard di Dance Dance Revolution è composta da due parti: il cabinato e la piattaforma. Il mobile ha una sezione inferiore, costituito da grandi diffusori da pavimento e lampade a neon fluorescenti. Sopra si trova una sezione più stretta che contiene il monitor e sulla parte superiore si trova due piccoli altoparlanti e luci lampeggianti su entrambi i lati. Sotto il monitor ci sono due serie di pulsanti (uno per ogni giocatore), ciascuna costituita da due pulsanti di selezione triangolari e un pulsante rettangolare centrale, usato principalmente per confermare una selezione o avviare il gioco.
Il dance stage è una piattaforma di metallo rialzata divisa in due partii: ogni lato ospita una serie di quattro blocchi in vetro acrilico, i quali indicano con delle frecce le direzioni ortogonali (sinistra, alto, basso e destra), divisi da quadrati di metallo. Ogni blocco si trova su quattro interruttori attivati, uno per ogni bordo di ciascun pezzo e una lampada catodica fredda controllata da un software che illumina il blocco traslucido. Una barra di sicurezza di metallo a forma di "U rovesciata" è montata nella dance stage dietro a ciascun giocatore. Alcuni giocatori fanno uso di questa barra di sicurezza per aiutare a mantenere il giusto equilibrio, e per alleggerire il peso delle gambe in modo che le frecce possano essere premute con maggiore velocità e precisione. 

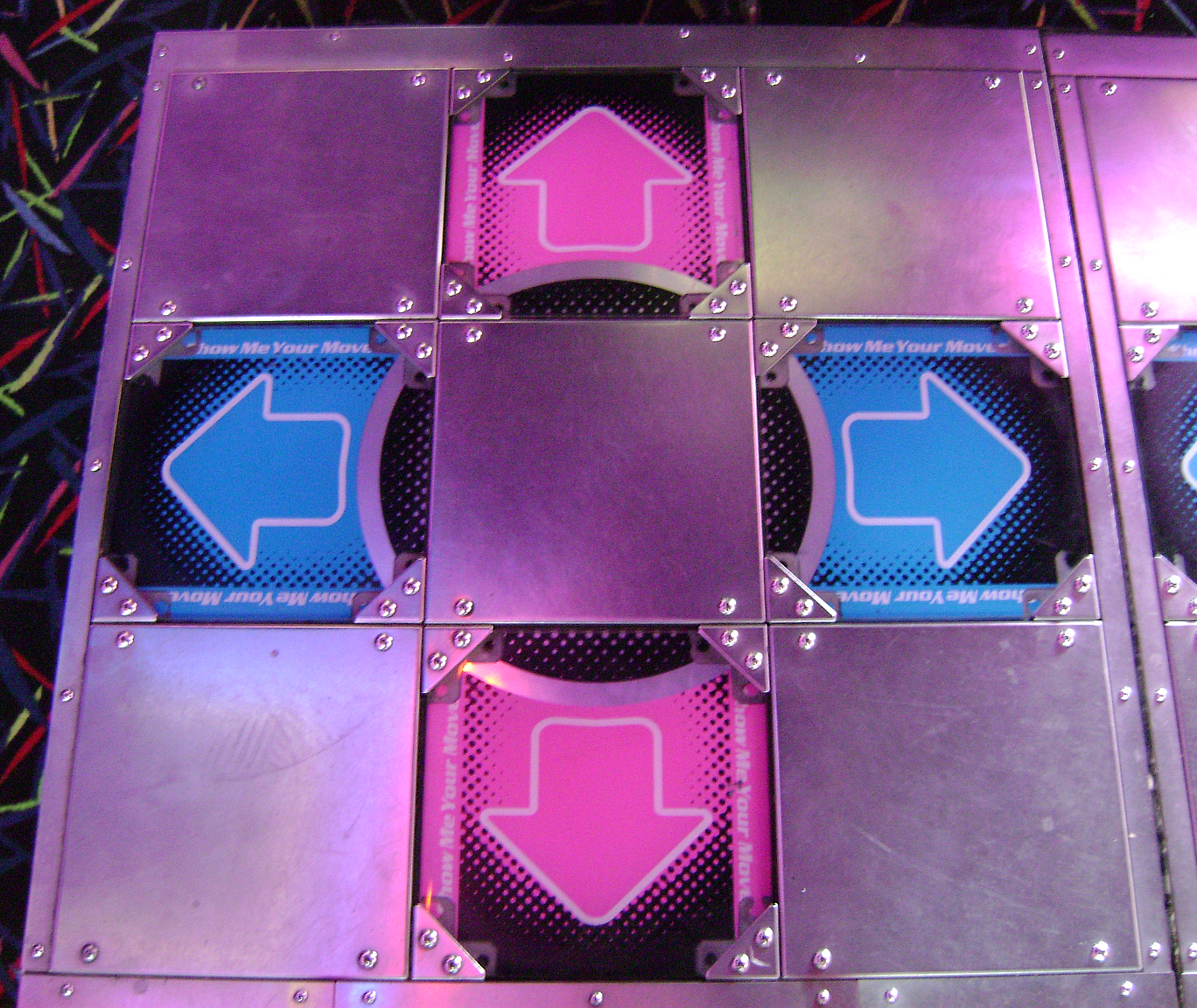
Il dance stage diviso in 9 sezioni, di cui 4 nei punti cardinali che contengono sensori di pressione per il rilevamento dei passi

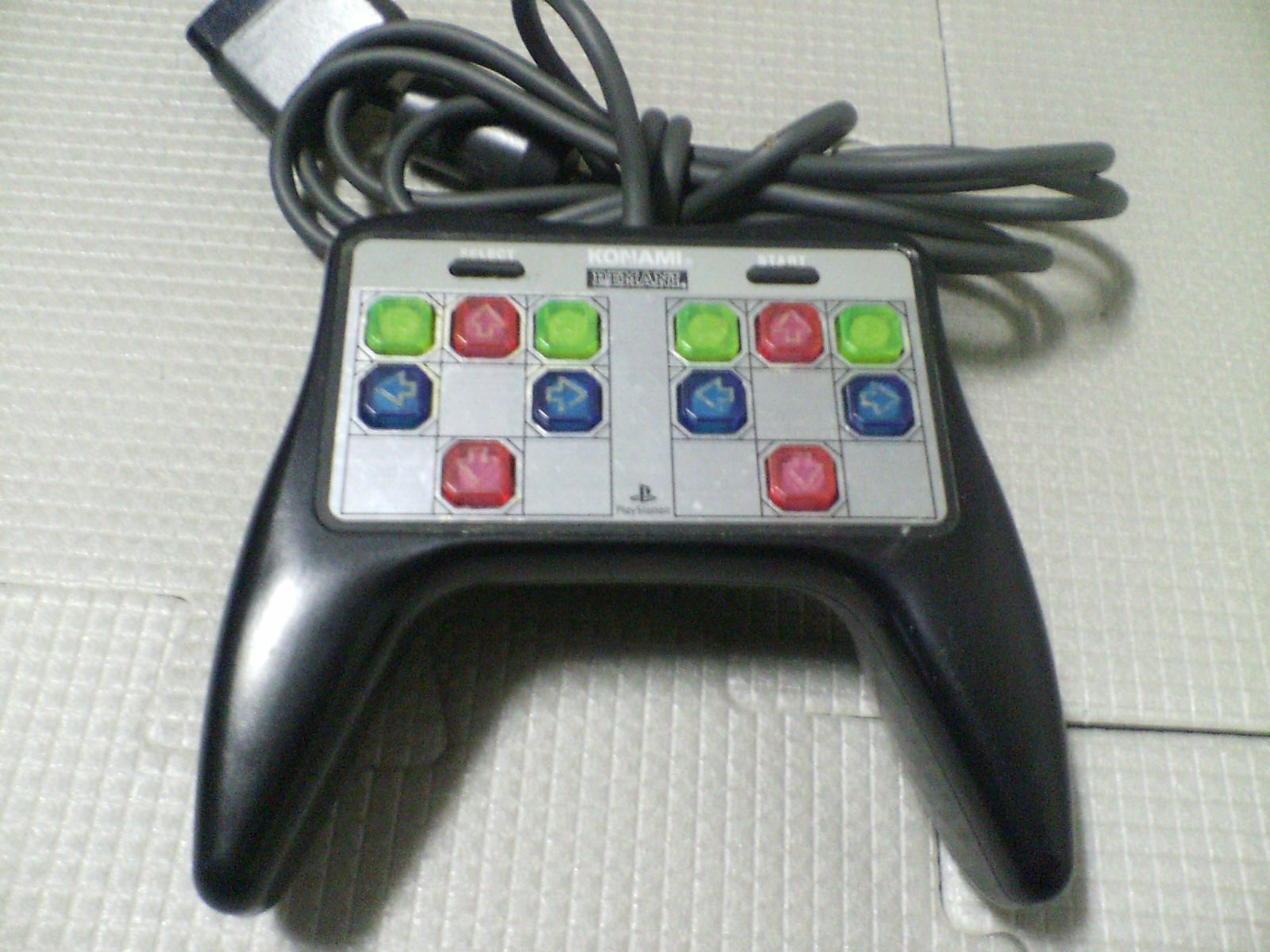
Il controller da utilizzare per le versioni casalinghe di DDR

Alcuni cabinati DDR sono dotati di slot per memory card PlayStation, permettendo al giocatore di inserirne una compatibile prima di iniziare una partita, per poi salvare i loro punteggi più alti sulla scheda. Inoltre, le versioni casalinghe di DDR permettono ai giocatori di creare e salvare sequenze di passi personalizzate sulla loro memory card. Questa funzione è supportata in 2ndMix nella modalità Extreme. In SuperNova non sono presenti gli slot; per ovviare a questa mancanza, fu introdotto su Internet l'e-Amusement System della Konami, in cui si possono salvare le statistiche dei singoli giocatori, ma non memorizzare le modifiche. Questa funzionalità tuttavia può essere utilizzata solo in Giappone e in alcune zone degli Stati Uniti.

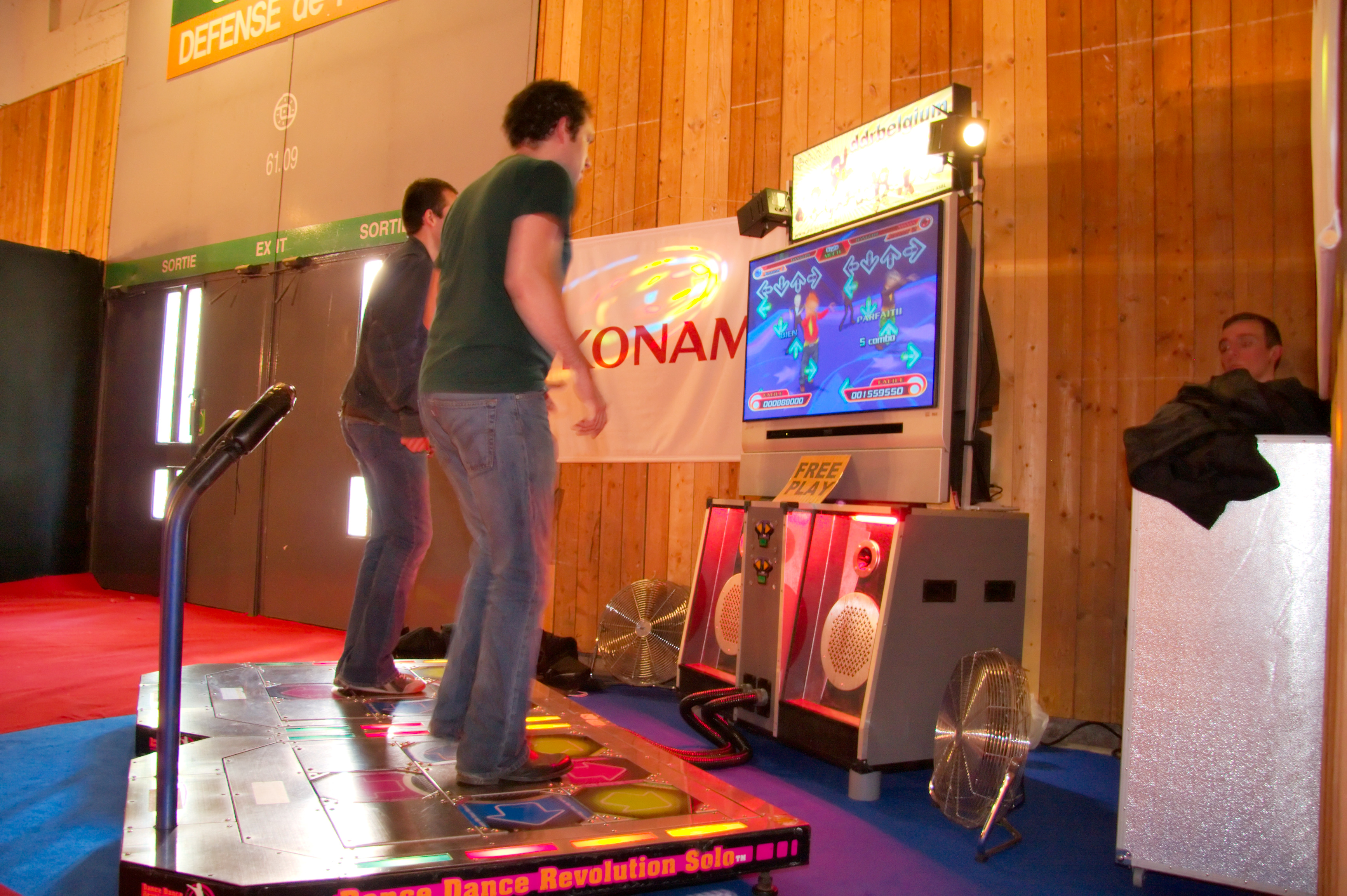
Due giocatori

Il cabinato Solo è più piccolo e contiene solo una piattaforma da ballo, modificata per includere sei pannelli freccia invece di quattro (i pannelli aggiuntivi sono in alto a sinistra e in alto a destra). Questo tipo di controller non è dotato di una barra di sicurezza, ma include la possibilità di installarla in un secondo momento. Inoltre, le macchine Solo incorporano solo due sensori, situati orizzontalmente nel centro della freccia, anziché quattro (uno su ciascun bordo).

### Sistema
Il primo Dance Dance Revolution, così come 2ndMix, utilizza come hardware il Bemani System 573 Analog, che in 3rdMix viene sostituito con il Bemani System 573 Digital: entrambi sono basati su PlayStation. A partire da DDR SuperNova, l'hardware viene sostituito da Bemani Python 2, introdotto anche in giochi come GuitarFreaks V e DrumMania V. Insieme al cambio del cabinato nella versione DDR X cambia anche il suo hardware, optando per il PC-Based Type PC Bemani 4, che permette una grafica a una definizione più alta.

## Record
Alex Skudlarek ha ottenuto il Guinness World Records nella Gamer's Edition 2008 per La più lunga maratona di Dance Dance Revolution, con 16 ore, 18 minuti e 9 secondi nel mese di ottobre 2011.

## Imitazioni
Un clone open source per PC di DDR è stato pubblicato con il titolo StepMania: il gioco consiste nel seguire i passi della musica usando le frecce della tastiera o un controller dedicato.

## Accoglienza
La rivista Play Generation diede alla versione per PlayStation 3 un punteggio di 64/100, trovando che il sistema di gioco fosse sempre lo stesso, nonostante l'introduzione del Playstation Move, mentre sembra che la tracklist "sia stata scelta a caso".